# Mahábhárata
A Mahábhárata (Szanszkrit nyelven: महाभारत; nemzetközi átírással: Mahābhārata, teljes címe Mahábháratajuddham. Jelentése: „Bharata leszármazottainak nagy küzdelme” vagy „Bharata nagy nemzetségének harca”) ősi, mintegy háromezer éves, szanszkrit nyelvű hindu eposz. Mintegy 500 millió hindu számára jelenti a kultúra gyökereit. Százezer versszakával a világirodalom leghosszabb alkotása, nyolcszor hosszabb mint az Iliasz és az Odüsszeia együttvéve.
Alaptörténete – egy gigantikus testvérháború – köré számtalan monda és elbeszélésfüzér társul. Legnagyobb jelentőségű betéte a Bhagavad-gíta („A magasztos éneke”), amelyre egyfajta szentírásként tekintenek a hívők, mivel ebben meséli el Krisna a vallás lényegét, az élet értelmét, és feltárja a világmindenség legfőbb törvényét (dharma). Szereplői esendő emberek, akik ugyanúgy ezeknek a törvényeknek vannak kitéve, mint a műben szereplő istenek, és akik megpróbálnak eleget tenni a hindu vallás előírásainak.
Az erkölcsi tanításokkal átszőtt fordulatos cselekményt kezdetben énekmondók terjesztették, és a századok folyamán egyre több részlettel egészítették ki. Csak az i. e. 4. században jegyezték le szanszkrit nyelven, dévánágári írással, és ekkor kanonizálták a szövegeket is. Feldolgozásai a falusi vándorszínházaktól kezdve a modern média minden ágában megtalálhatók. Nyugaton Peter Brook kilencórás filmadaptációja a legismertebb, de a modern indiai filmipar is bőségesen merít belőle.

## Keletkezése

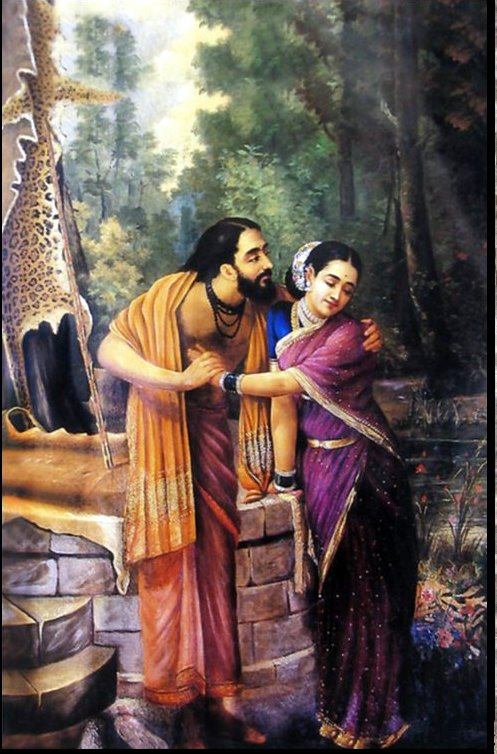
Mahábhárata egyik történetét ábrázoló festmény (festő: Raja Ravi Varma)

A Mahábhárata legendás szerzője Vjásza, egy különösen nagy tekintélyű szent ember (risi), akit más néven Krisna Dvaipadzsánának, azaz Szigeten született Krisnának is hívtak, és talán Visnu avatárnak is tartottak. Az eposzt a monda szerint az elefántfejű istennek, Ganésának diktálta le, aki az egyik agyarát lelkesedésében letörte, hogy íróeszköznek használja. A felkérést azonban csak azzal a feltétellel fogadta el, hogy Vjásza nem tart szünetet az eposz elmesélése során. Vjásza belement az egyezségbe, és elég időt hagyott Ganésának, hogy megértse a költeményt. A művet néha Krisna védájának is nevezik, ami vallási kapcsolatra utal Vjásza és a Krisna-Visnu alak között. Krisna az eposzban központi szerepet játszik, különösen az erősen filozófiai részben, a Bhagavad-gítában. Vjásza azt vallotta, hogy a Védákat az emberiség egésze számára hozta. Egy hagyomány szerint Vjásza ősatyja a bharátáknak, egyben ő az őse mind a pándaváknak, mind a kauraváknak, azaz a történetben szereplő, két egymással szemben álló harcoló félnek.
Az eposz szerzőségét nem lehet egy személyhez kötni, az kollektív volt és fokozatos. Sok történetet az eposzból az i.e. 5. századi brahman átiratokból ismerünk, és korábbi anyagokon alapul, amely ősi törzsi háborúk történetét meséli el.

## Szerkezete és felépítése
Nem tekinthető isteni kinyilatkoztatásnak (sruti), inkább tradicionális eposznak vagy szmritinek. Ez a forrása számos, a hinduizmus népszerű és bonyolult meseszövésű mítoszának és legendájának. Legnagyobb jelentősége abban áll, hogy forrásokat ad a szociális és viselkedési szabályokra, és az emberi és isteni világ közötti kapcsolatra. A Mahábhárata történetei a kozmikus vallásos kérdések képviselői. Úgy tűnik, hogy a mű szmritiként a különös szektariánus rajongásnak, vagy a bhaktinak egy példája. Kapcsolata a Krisna-Visnu kultusszal kimutatható, valamint közvetíti a dharma és brahmanikus áldozatok az eposznál jóval idősebb védikus elképzeléseit. 
A mű tizennyolc könyvet tartalmaz (parvána), amelyet Harivamsa kiegészített Hari (Visnu) leszármazási táblázataival.

## Tartalmi ismertetés

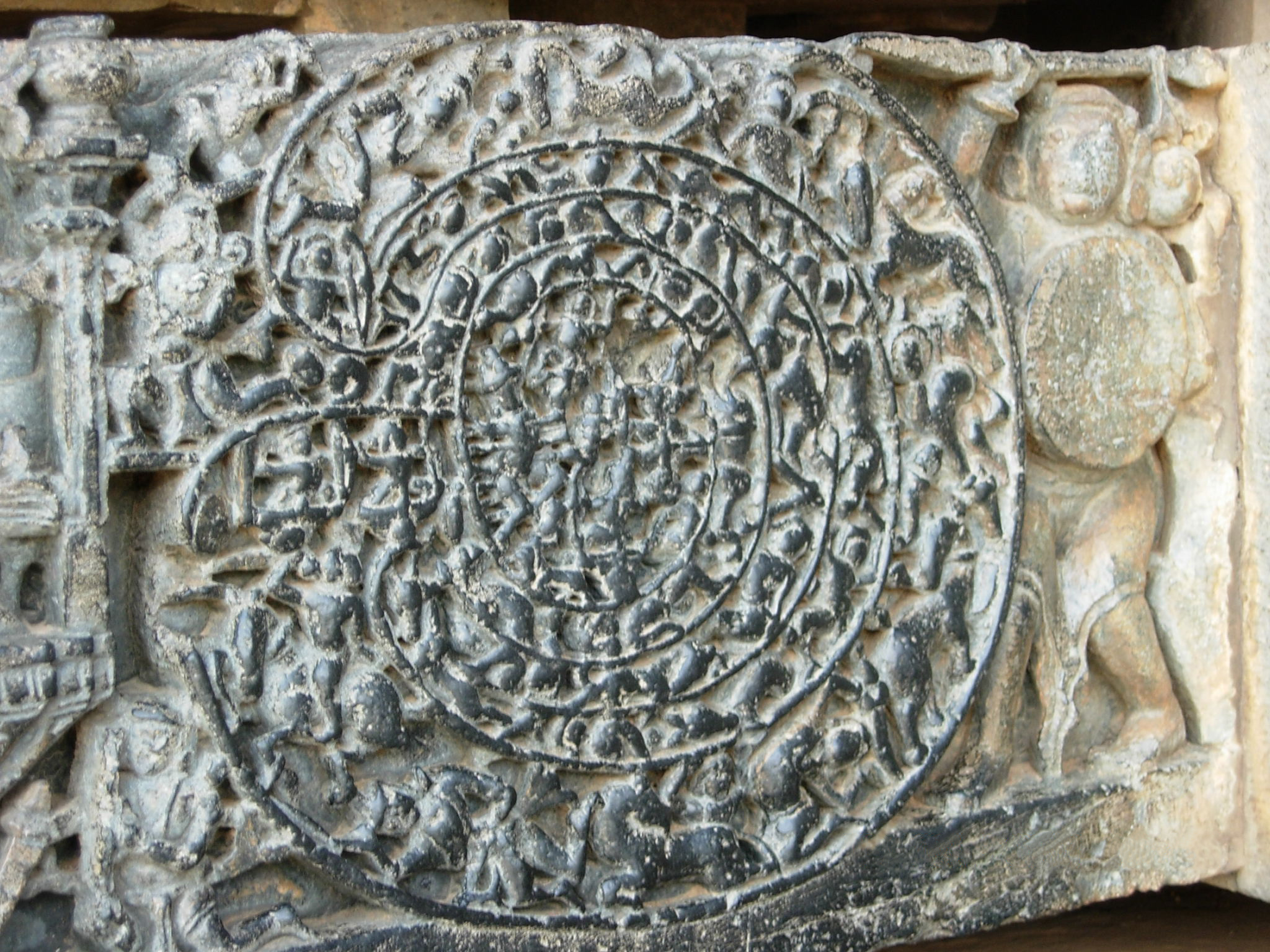
Részlet a Mahábháratából: Abhimánju belépése a Hojszala templomba, Halebid

Az eposz egy kinyilatkoztatással kezdődik, amely az áldozat szükségességét hangsúlyozza annak érdekében, hogy a jólét uralkodjon ismét a földi világban. A Földistennőt démonok és a gonosz uralják. Visnu, a megtartó és más istenek leereszkednek az emberi világba, és az Istennő segítségére sietnek. Visnu Krisna képében jelenik meg. A földön hatalmas, mindent elsöprő konfliktus kezd kibontakozni, amelynek nagyságát az istenek mellett csak a látók (rísik) képesek felmérni. Pándut, a Kuru nemzetség uralkodóját megátkozták, hogy amennyiben megérinti feleségeit meghal, ezért gyermekei a földre szállt istenektől úgynevezett avatároktól fogantak. Az elsőszülött Judhisthira apja a Dharma, aki megtestesíti az Örök Törvényt. Testvérei Ardzsuna, kinek apja Indra, az istenek királya és Bhíma, akit Váju, a szélisten nemzett. Édesanyjuk Kunti. Mádritól, Pándu másik feleségétől ikrek születtek, Nakula és Száhadéva, kik a mennyei ikeristenek fiai és avatar mivoltukban a társadalmi jólétet képviselik. 
Az átok beteljesül, a király meghal, egyik felesége, Mádri követi őt a halálba. A még fiatal gyermekek anyjukkal Pándu testvére, az új király, a vak Dhritarástra gyámsága alá kerülnek. Dhritarástra száz fia, a kauravák nem nézik jó szemmel a pándavák ügyességét, okosságát, az arrogáns Durjódhana vezetésével cselszövéseket és intrikákat eszelnek ki eltávolításukra az udvarból. Szövetségesük Karna a pándavák anyjának, Kuntinak a napisten Szurjától származó fia. Durjódhana testesíti meg a történetben a kozmikus viszályt, a Kauravák képviselik a dharma ellentétét az adharmát. Durjódhana intrikái célt érnek, és a fiatal család távozásra kényszerül. A Krisnától támogatott pándavák a dharma szerint együtt élnek, és az országban vándorolnak. Ennek során megismerik Draupadit, aki Visnu feleségének, Laksminak a földi képmása. Draupadí férjválasztó szertartásán Ardzsuna nyeri el a kezét, azonban egy félreértés folytán kimondott visszavonhatatlan anyai utasítás miatt mind az öt pándava felesége lesz. A család egyre nagyobb tekintélyre tesz szert az országban, mivel erkölcsösen élnek és helyesen kormányoznak. A terep így elő van készítve egy olyan háborúhoz, ami a hindu világkorszakok (jugák) közötti tisztító áldozat árán megválthatja a földet a gonoszságtól.
A két csoport politikai és hatalmi küzdelmeinek során folyamatosan nőtt a szakadék a pándavák és a kauravák között, annál is inkább, mivel az okosan és igazságosan kormányzó Judhistira, apja jogán igényt tartott az egész birodalom vezetésére. Durjódhana felajánlotta neki, hogy egy kockajáték során döntsék el a hatalom kérdését. Ebben a híres játékban Judhishira mindenét elvesztette, eddigi országrészét, testvéreit, önmagát, és közös feleségüket Draupadit is. A kauravák mindent elkövettek, hogy megalázzák a pándavákat. Megkísérelték levetkőztetni Draupadít, de ezt Krisna megakadályozta azzal, hogy végtelen lepellel látta el az asszonyt. Miután elveszítette a végső, mindent eldöntő szerencsejáték-mérkőzést, Judhisthira mindnyájukat rabszolgasorba sodorta, amiből csak azzal a feltétellel szabadultak, ha tizenhárom évig száműzetésben élnek, és utolsó évben egy királynak szolgálnak, aki előtt nem fedhetik fel kilétüket. A száműzetés vallási jelentősége az, hogy az utolsó összecsapás előtt, a felkészülés időszakában a család áldozatot hoz a siker érdekében. A tizenhárom év letelte után a pándavák megerősödve kerültek ki a nélkülözésekből, és a két csapat már nyilt háborúban mérheti össze erejét.
Az összecsapás a szakrális kuruksétrai csatamezőn veszi kezdetét, ahol India népei felvonulnak és a két tábor valamelyikéhez csatlakoznak. Mintegy tízmillió ember feszül egymásnak a 18 napos háborúban. 
A csata elején azonban Arjdzsuna kételkedni kezd az elkerülhetetlen vérengzés értelmében, így meg kell győzni őt egy isteni kinyilatkoztatáson keresztül, hogy szükség van erre az áldozatra a dharma érdekében. Krisna, aki személyesen nem fog fegyvert, hanem Ardzsuna kocsihajtójának szegődik, a csata napján a felsorakozott hadak előtt megnyilatkozik Ardzsuna számára, elmagyarázza az univerzum törvényének lényegét és működését, és megmutatja magát isteni valójában a harcos előtt. Megjelenik mint a hatalmas Visnu, és elfogadtatja Ardzsunával az áldozat szükségességét. Ezek a kinyilatkoztatások a Bhagavad-gíta alapjai. 
A háború során mindkét fél hatalmas veszteségeket szenved, de a győzelem a pándaváké lesz. Ennek az ára azonban hatalmas. A csatában részt vevő felek közül mindenki meghal, csak tizenegy harcos – köztük a pándava testvérek – maradnak életben. Ezzel az univerzális áldozattal ér véget a korszak (juga), amely közvetlenül megelőzi a jelenkort, a Kali-jugát. Visnu így eléri célját, és megmenti a földet a végső pusztulástól.

## Magyarul
- Nala és Damajánti. Hindu rege a Mahâbhâratából; szanszkritből ford. Fiók Károly; Franklin, Bp., 1885 (Szépirodalmi könyvtár)
- Nala, a Mahá-Bhárata című szanszkrit költemény epizódja; átdolg. Michaiek Manó; Szolcsányi, Eger, 1886
- Mahabharata. Savitri; ford., jegyz. Vértesy Dezső; Gaál Ny., Makó, 1904
- Mahábhárata. Bhárata nagy nemzetsége. Ind hősköltemény; ford., átdolg. Baktay Ervin; Világirodalom, Bp., 1923
- Rámájana és Mahábhárata. Az indiai eposzok nyomán elbeszéli Baktay Ervin; Európa, Bp., 1960
- Szávitri. Az asszonyi hűség dicsérete. Négy ókori ind rege a Mahábhárata és Rámájana époszból; vál., prózaford., jegyz. Vekerdi József, műford. Jánosy István, ill. Kass János; Magyar Helikon, Bp., 1962
- Mahábhárata / Rámájana; vál., utószó, jegyz. Vekerdi József, ford. Jánosy István et al.; Magyar Helikon, Bp., 1964 (Helikon klasszikusok)
- Mahábhárata; vál., utószó, jegyz. Vekerdi József, nyersford. Tóth Edit, ford. Szerdahelyi István; Európa, Bp., 1965
- Krishna Dharma: Mahábhárata; ford. Rohiní-déví dászí [Nyíri Edit], Tóth Gábor; Lal, Somogyvámos, 2000

## Lásd még
- Rámájana
- Bhagavad-gíta
- Védák
- Hinduizmus